# اپیکو
اپیکو (به لاتین: Epicho) یک منطقهٔ مسکونی در قبرس شمالی است که در ناحیه لفکوشا واقع شده‌است. اپیکو ۹۲۹ نفر جمعیت دارد.